# Anthophora eversa
Anthophora eversa är en biart som beskrevs av Cockerell 1911. Anthophora eversa ingår i släktet pälsbin, och familjen långtungebin. Inga underarter finns listade i Catalogue of Life.